# 斯萊戈 (密蘇里州)
斯萊戈（英語：Sligo）是位於美國密蘇里州登特縣的非建制地區。

## 歷史
斯萊戈的郵局於1882年設立，其後於1966年停運。

## 地理
斯萊戈所處的海拔為高於海平面324米（即1063英呎），而該地所採用的時區為UTC-6，即北美中部時區（CST）。同時該地設有夏令時間，為UTC-6調快一小時，即UTC-5（CDT）。